# Kayogoro
Kayogoro è un comune del Burundi situato nella provincia di Makamba con 88.552 abitanti (censimento 2008).

## Geografia antropica

### Suddivisioni amministrative
Il comune è suddiviso in 16 colline.